# Empidonax oberholseri
Empidonax oberholseri е вид птица от семейство Tyrannidae.

## Разпространение
Видът е разпространен в Гватемала, Канада, Мексико и САЩ.